# Pantaleon (Musikinstrument)
Das Pantaleon (auch Pantalon) ist ein historisches großes Hackbrett, das von Pantaleon Hebenstreit (1668–1750) erfunden und nach ihm benannt wurde.

## Herkunft und Bauform
Der deutsche Musiker Pantaleon Hebenstreit führte seine selbstentwickelte Großform des Hackbretts bei einer Frankreichreise im Jahr 1705 mit. Bei Johann Mattheson heißt es dazu: „König Louis XIV. in Franckreich soll das Instrument getauffet, und Pantalon genennet haben.“ Von diesem Zeitpunkt an hieß das Instrument dann nur noch Pantal(e)on oder zumindest (wie bei Telemann) pantalonisches Cymbal.
Ein Pantaleon war etwa viermal so groß wie ein heutiges Hackbrett. Über die beiden Resonanzböden waren je etwa 90 Saitenpaare gespannt, über dem einen Darmsaiten, über dem anderen Drahtsaiten aus Stahl und Messing. In der Tiefe reichte das Instrument bis zum Kontra-E. Geschlagen wurde das Pantaleon mit Holzschlägeln, die auf einer Seite mit Leder überzogen waren. Hebenstreit ließ diese Instrumente von Gottfried Silbermann bauen. Mit diesen Änderungen war das Instrument auch für Kunstmusik geeignet, wodurch sich seine große Popularität im 18. Jahrhundert erklärt. Johann Kuhnau äußerte sich ausführlich über die neue Erfindung (abgedruckt bei Johann Mattheson, Critica musica, Bd. 2, Hamburg 1722).
Auch Georg Philipp Telemann rühmte Hebenstreit und seine Virtuosität in seiner Autobiographie, wo er von seiner Zusammenarbeit in Eisenach berichtet:

„Die Absicht war in Eisenach anfangs nur auf eine Instrumental-Musik gerichtet, deren Glieder der nie genug zu rühmende Hr. Pantaleon Hebenstreit zusammen suchte, und welchen ich, als Concertmeister, vorgesetzet ward: mithin bey der Tafel und in der Kammer die Violine, und das übrige, zu spielen hatte; da jener den Nahmen eines Directoris führte, in der letzten aber auch mitgeigete, und auf seinem bewundernswürdigen Cymbal sich hören ließ.“

Nach der Erfindung des Hammerklaviers oder Hammerflügels, die auch durch Pantaleon Hebenstreits dynamische Spielweise angeregt war, verschwand sein Instrument, das nicht einfach zu spielen war, aus der Musikpraxis.

## Pantaleon-Clavier

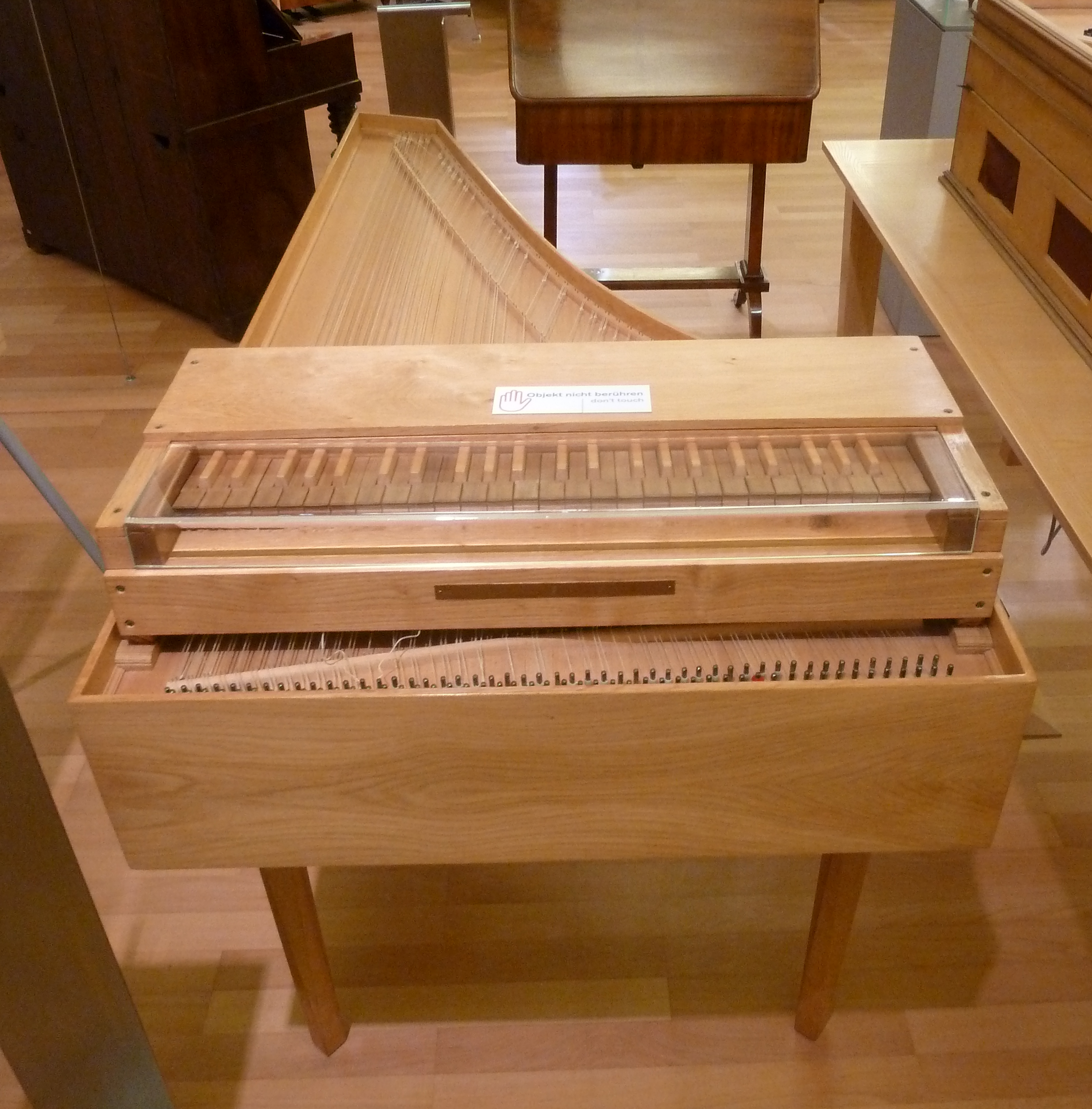
Rekonstruktion eines Pantaleon-Claviers aus der 1. Hälfte des 18. Jahrhunderts von Martin-Christian Schmidt, Rostock (1992) im Technischen Museum Wien, wo auch ein Video mit Klangbeispielen unter Darmbesaitung (Peter Widensky) und Metallbesaitung (Rudolf Scholz) verfügbar ist

Auch die frühesten Tafelklaviere in der zweiten Hälfte des 18. Jahrhunderts wurden Pantaleon genannt, da Pantaleon Hebenstreit mit seinem Instrument das Vorbild des dynamischen „Hammeranschlags“ war.